# Лутугинский район
Луту́гинский район (укр. Лутугинський район) — де-юре упразднённая административная единица Луганской области Украины, территория района входит в Луганский район. Административный центр — Лутугино. 
Расстояние от административного центра до Луганска — 27 км. С 2014 года находится под контролем самопровозглашённой Луганской Народной Республики.

## История
История города Лутугина начинается со строительства первого в Российской империи чугунолитейного завода по производству валков, начатого в 1896 году бельгийским акционерным обществом. Дешёвую рабочую силу строительству поставляли ближние села Успенка и Конопляновка. В 1897 году были построены деревянные бараки для крестьян, приехавших на работу из Орловской и Курской губерний. Несколько каменных домов составили Административную колонну, где жили специалисты-иностранцы и руководители завода. Так образовался небольшой, сначала безымянный посёлок. В 1914 году, когда была построена железнодорожная станция, посёлок на правом берегу реки Ольховая получил название Шмидтовка. Посёлок входил в состав Успенской волости Славяносербского уезда Екатеринославской губернии. Проживало в нём 1200 человек.
В 1925 году Шмидтовка была переименована в честь выдающегося исследователя Донецкого угольного бассейна геолога Леонида Ивановича Лутугина — русского геолога, профессора Петербургского горного института. С 1898 года он руководил исследованиями Донбасса, заснял основную площадь, составил обзорную геологическую карту, за которую получил Большую золотую медаль на международной выставке в Турине в 1911 году.
12 ноября 1965 года посёлок Лутугино получил статус города. Тогда же он стал административным центром района.
3 января 1965 года Указом Президиума Верховного Совета УССР был основан Лутугинский район.

### Российско-украинская война
14 июля 2014 года украинская колонна снабжения попала в засаду, организованную разведчиками ЛНР. В результате боя украинские войска потеряли танк Т-64БМ «Булат» (погиб механик-водитель), бронетранспортёр и грузовик. Техника ВСУ была уничтожена силами ЛНР из РПГ. В ходе боя погибло не менее 6 украинских военнослужащих.
27 июля 2014 года районный центр Лутугино был занят украинской армией.
1 сентября 2014 года районный центр Лутугино был занят силами ЛНР.
Лутугинский муниципальный округ — согласно позиции Российской Федерации: муниципальное образование муниципального округа лутугинский муниципальный округ, входит в состав субъекта Российской Федерации Луганской Народной Республики. Административный центр — город Лутугино.

## Символика
В начале декабря 2014 года по инициативе назначенного властями ЛНР главы администрации района Егора Русского был организован открытый конкурс на новую символику района. Депутатская комиссия из состава городского депутатского корпуса и районного депутатского корпуса выбрала несколько вариантов новых герба, флага и гимна, окончательные варианты которых были доработаны депутатами. 25 декабря 2014 года была созвана совместная сессия двух депутатских корпусов городского и районного советов, на которой были приняты новые герб, флаг и гимн района.
1. Герб Лутугинского района, принят 20 февраля 2001 года[9]
2. Флаг Лутугинского района, принят 20 ноября 2009 года[10]
3. Герб Лутугинского района, принят 25 декабря 2014 года[8]
4. Флаг Лутугинского района, принят 25 декабря 2014 года[8]

1. 2. 3. 4. 
На бескрайних полях

колосятся хлеба,

Как маяк всем видна

заводская труба,

Терриконы стоят,

как курганы, вдали —

Это трудятся люди

родимой земли.

 Пусть славится Лутугино

 Шахтёрскими сынами,

 Пусть радость, счастье и успех

 Приходят в каждый дом,

 Пусть славят наш район родной

 Завод и заводчане,

 И мы про наш родной район

 Ещё не раз споём.

Тяжело, нынче время

больших перемен,

Появилось так много

различных проблем,

Но поможет нам эти

проблемы решить

Дружба — та, которую

не погубить.

 Пусть славится Лутугино

 Шахтёрскими сынами,

 Пусть радость, счастье и успех

 Приходят в каждый дом,

 Пусть славят наш район родной

 Завод и заводчане,

 И мы про наш родной район

 Ещё не раз споём.

Много разных в районе

у нас отраслей,

В них работает много

хороших людей,

Так давай же будем

любить свой район,

Чтоб всегда был богатым,

прекрасным и радостным он!

## Население
На 1 января 2019 года численность населения района составляла 65 401 человек, в том числе городское население — 48 087 человек, сельское — 17 314 человек.

## География
Район расположен в Донецкой юго-степной физико-географической провинции. По территории района протекают реки Лугань (на северной границе района) и её притоки Белая и Ольховая, Луганчик и Большая Каменка (приток Северского Донца).

## Административное деление
Лутугинский район в 2023 году с районным, городским, сельскими и поселковыми депутатскими корпусами был упразднён и преобразован в  Лутугинский муниципальный округ с Главой администрации и единым муниципальным депутатским корпусом.
Количество населённых пунктов:
- городов — 1 (Лутугино)
- посёлков (городского типа) — 8: (Белое · Белореченский · Врубовский · Георгиевка · Ленина · Успенка · Челюскинец · Юрьевка)
- сёл — 26
- посёлков (сельского типа) — 11: (Азаровка, Камышеваха, Ключевое, Комсомолец, Лесное, Мирное, Новопавловка, Сборное, Фабричное, Шимшиновка, Ясное)

## Экономика
Удельный вес промышленного производства в валовой продукции района составляет 85 %, продукции агропромышленного комплекса — 15 %. На территории района расположены:
-Государственный научно-производственный валковый комбинат (металлургия);
−3 крупных угольных предприятия (угольная промышленность);
-Групповая обогатительная фабрика (угольная промышленность);
-Завод по производству лаков и красок (химическая промышленность);
-Завод строительных материалов «Литос»;
-Завод продтоваров «Анжей» (пищевая промышленность);
-Завод по производству полиэтиленовых изделий (химическая промышленность).
Малый бизнес района включает в себя 40 малых предприятий и более 500 предпринимателей — физических лиц. Численность работающих в этом секторе экономики составляет более 1500 человек.
В районе действуют 40 сельскохозяйственных предприятий. Под сельскохозяйственные угодья занято 56,6 тысяч гектар, из которых пашни составляют 35,8 тысяч гектар, сенокосы и пастбища — 16,2 тысяч гектар.

## Культура
Культура представлена районным домом культуры, городским и поселковыми домами культуры.

## Транспорт
- Автотрасса «Луганск-Донецк»
- Автотрасса «Луганск-Красный Луч»